# Odontomyia pachycephala
Odontomyia pachycephala är en tvåvingeart som beskrevs av Ignaz Rudolph Schiner 1868. Odontomyia pachycephala ingår i släktet Odontomyia och familjen vapenflugor.
Artens utbredningsområde är Colombia. Inga underarter finns listade i Catalogue of Life.